# Промывка (платформа)
Промы́вка — остановочный пункт Юго-Восточной железной дороги на  
линии Ртищево — Саратов. Расположен в 2 км от станции Благодатка Ртищевского района Саратовской области. Через остановочный пункт больше не осуществляются пригородные пассажирские перевозки на Салтыковку, Ртищево.

## Деятельность
Грузовые и пассажирские операции не производятся.

## История
Название платформы связано с расположенным рядом пунктом промывки грузовых вагонов.